# Daniel Handler
Daniel Handler (São Francisco, 28 de fevereiro de 1970) é um escritor e cineasta americano. Também é conhecido por seu heterônimo, Lemony Snicket.

## Biografia
Nasceu em São Francisco, Califórnia, filho de Sandra Handler Day (seu sobrenome de solteira era Walpole) e de Louis Handler, contador e diretor aposentado do City College of São Francisco, um judeu refugiado da Alemanha. Por parte de mãe, Daniel tem parentesco distante com o escritor inglês Hugh Walpole. Tem também uma irmã mais nova, Rebecca Handler.
Formou-se em 1992 pela Universidade Wesleyan, no estado de Connecticut, e também é ex-integrante do Coral de Meninos de São Francisco.
É casado com Lisa Brown, artista gráfica que conheceu na universidade, com quem tem um filho chamado Otto Handler, nascido em 2003. Os três moram numa casa de estilo vitoriano, em São Francisco.
É um filantropo, tendo dito que sempre é solicitado por obras de caridade, e sempre ajuda. Também já ajudou o movimento Occupy Wall Street.
Descreve a si mesmo como um humanista secular. Ele diz: "Eu não acredito em fatos predeterminados, sendo recompensado pelos esforços. Eu não acredito em carma. A razão pela qual eu tento ser uma boa pessoa é porque é a coisa certa a se fazer. Se eu cometer menos maus atos, haverá menos maus atos, talvez outras pessoas também passem a cometer menos maus atos, e com o tempo haverá cada vez menos deles".

## Lemony Snicket
Originalmente, Handler utilizava o pseudónimo Lemony Snicket ao invés do seu próprio nome na lista de correio de diversas organizações de extrema direita sobre as quais ele pesquisava para escrever um de seus livros. Isso se tornou uma espécie de brincadeira entre os seus amigos, que costumavam pedir sorvetes sob o nome. Como Lemony Snicket, Handler escreve a série de livros chamada Desventuras em Série; há treze livros lançados da série, junto com sua Autobiografia Não Autorizada e The Beatrice Letters.
Snicket é uma personagem indireta (não participa diretamente da história) da sua trama.
Quando ainda muito pequeno, Lemony foi levado de sua casa e família por uma organização secreta denominada C.S.C. (Corporação pelo Salvamento das Chamas), e dela, após uma longa e dura fase de testes, se tornou voluntário. Foi nesta mesma organização que conheceu Beatrice Baudelaire, de quem se tornou noivo mas, por motivos desconhecidos (provavelmente porque ela pensava que Lemony cometera diversos crimes, entre eles incêndios, causados exclusivamente pelo conde Olaf, pois assim culpou-o o Pundonor Diário, antes de anunciar sua suposta morte) jamais pôde se casar. Nos livros Desventuras em Série, todas as dedicatórias são para Beatrice. A vida e suposta morte de Lemony está envolta por mistérios, não apenas devido a sua natureza perigosa e excitante como também por dificuldade de se distinguir o que é verdade, o que é mentira e o que é grosseiro erro de O Pundonor Diário. Nos livros Desventuras em Série, ele deixa muitas pistas escondidas em pequenos fragmentos sobre seu possível esconderijo, como chegar até ele e como ele chegou até lá.
No livro do Hospital Hostil, Lemony Snicket possivelmente estava lá, pois havia um nome na lista que os Baudelaire pediram do C.S.C. falso, que podia ser um anagrama do seu nome.
São livros escritos sob o pseudônimo Lemony Snicket:
- A Series of Unfortunate Events (br: Desventuras em Série, todos os 13 livros desta)
- Lemony Snicket: The Unauthorized Autobiography (br: Lemony Snicket: Autobiografia não Autorizada)
- Horseradish: Bitter Truths You Can't Avoid (br: Raiz-Forte: Verdades Amargas que Você Não Pode Evitar)
- The Beatrice Letters
- A Lump of Coal (br: O Pedacinho de Carvão)
- The Composer Is Dead (br: O Compositor está Morto)
- The Latke who Couldn't Stop Screaming (br: O Latke que Não Parava de Gritar)
- The Dark (br: O Escuro)
- 13 Words (br: 13 Palavras)
- The Baby in the Manger
- The Dismal Dinner
- The Blank Book
- The Notorious Notations
- The Puzzling Puzzles
- Who could that be at this hour? (br: Quem poderia ser a uma hora dessas?)
- When did you see her last? (br: Quando você a viu pela última vez?)
- Shouldn't you be in school? (br: Você não deveria estar na escola?)
- Why is this night different from all other nights? (br: Porque esta noite é diferente das outras?)

Pistas
São usadas diversas pistas para indicar os acontecimentos futuros (ou do próprio livro) na série. Na capa brasileira, na fitinha usada na capa (a segunda ao redor da imagem), você pode ver elementos que se referem aos acontecimentos da história - por exemplo, em O Escorregador de Gelo, as fitinhas mostram os mosquitos-da-neve, que atacam os órfãos nas Montanhas de Mão-Morta.
Há, também, as pistas usadas nas cartas - geralmente danificadas de algum modo - de Lemony Snicket e endereçadas ao editor.
Também são usadas pistas nas imagens finais dos livros. Em Inferno no Colégio Interno, a pista é um peixe na parte onde seria a placa do carro, mostrando uma pista do próximo livro, O Elevador Ersatz. Em O Elevador Ersatz, a pista é um corvo sobrevoando os órfãos, ao qual se refere A Cidade Sinistra dos Corvos. Em A Cidade Sinistra dos Corvos (não coincidentemente, as iniciais são CSC), a pista é as palavras "Última Chance", referentes a O Hospital Hostil.
Outra fato interessante é no início do livro, na primeira página. Contém os dizeres "Ex Libris" e dois desenhos - o de cima é referente aos órfãos (em geral não-disfarçados) e em baixo, o Conde Olaf (em geral, disfarçado). Porém as coisas mudam a partir de O Espetáculo Carnívoro, em na parte de cima estão os órfãos (não-disfarçados) e em baixo os órfãos (disfarçados). No livro O Escorregador de Gelo, em cima estão os órfãos Baudelaire disfarçados e em baixo, o conde Olaf (desta vez, sem disfarce). Em A Gruta Gorgônea ocorre o mesmo fato - em cima as crianças disfarçadas e em baixo, Olaf (neste caso, não-disfarçado).
Muitos fatos reveladores são descobertos em "Lemony Snicket: The Unauthorized Autobiography (br: Lemony Snicket: Autobiografia não Autorizada)", quem contém, inclusive, iniciais de pessoas da organização CSC que podem se referir a diversos personagens conhecidos.

## Livros
Sem usar seu heterônimo, Handler também publicou outros livros:
- All the Dirty Parts;
- The Basic Eight (br: O Clube dos Oito);
- Adverbs;
- Watch Your Mouth;
- We Are Pirates;
- Why We Broke Up(br: Por isso a gente acabou);
- Bottle Grove - A Novel